# Bitva u Gorjani
Bitva u Gorjani (chorvatsky: Bitka kod Gorjana, německy: Schlacht bei Gorjani) nebo bitva u Đakova (maďarsky: Diakovári csata) se odehrála 9. října 1537 v Gorjani, místě v dnešní Slavonii (dnes ve východním Chorvatsku), mezi městy Đakovo a Valpovo, jako součást Malé války v Uhrách i stoleté chorvatsko-osmanské války.

## Pozadí
Po sedmi letech války a neúspěšném obléhání Vídně v roce 1529 byla podepsána Konstantinopolská smlouva, ve které byl Jan Zápolský uznán Rakušany jako uherský král coby osmanský vazal, zatímco Osmané uznali habsburskou vládu nad Královským Uherskem.
Tato smlouva však neuspokojila ani Jana Zápolského, ani rakouského arcivévodu Ferdinanda, jehož armády začaly svádět potyčky podél hranic. Ferdinand se proto v roce 1537 rozhodl zasadit Janovi rozhodující úder, čímž porušil smlouvu.

## Bitva
Ferdinand vyslal armádu o 24 000 mužích (z Rakouska, Uher, Svaté říše římské, Čech, Tyrolska a Chorvatska) pod velením kraňského šlechtice Johanna Katzianera s cílem dobýt Osijek.
Obléhání však skončilo neúspěchem a kvůli příchodu osmanské jízdy vyslané bělehradským guvernérem se vojsko muselo stáhnout. Osmanská armáda dorazila k Rakušanům poblíž bažin u Gorjani, nedaleko Đakova a Valpova na řece Drávě. Katzianer si všiml, že osmanská armáda je menší, než očekával, a nařídil svým nejrychlejším jednotkám zaútočit na osmanskou jízdu. Osmané ustoupili, čímž však jen vlákali rakouskou jízdu do léčky. Osijecká posádka spolu s osmanskou jízdou okamžitě zaútočila z obou stran i zepředu a většinu rakouské jízdy pobila. Poté Osmané zahájili protiútok proti nyní bezbranné Katzianerově pěchotě. Rakušané utrpěli drtivou porážku a Katzianer s přeživší jízdou uprchl, přičemž svou armádu opustil. Celé vojsko bylo zničeno.
Uvádí se, že bylo zabito 20 000 mužů, včetně generálů Ludwiga Lodrona a Pavla Bakiće. Bakićova useknutá hlava byla odvezena do Konstantinopole.

## Následky
Toto tažení bylo katastrofou srovnatelnou s bitvou u Moháče, a proto bylo nazýváno „rakouským Moháčem“. Zpráva o porážce způsobila ve Vídni šok a v roce 1538 byla podepsána nová smlouva v Nagyváradu.
Katzianer byl zatčen a na jeho místo velitele chorvatské obrany nastoupil Nikola Jurišić. O něco později Katzianer uprchl z vězení ve Vídni a ukrýval se na panství Zrinských. Když však ztratil jejich přízeň, byl popraven.